# 特雷戈诺-斯基菲耶克乘降所
特雷戈诺-斯基菲耶乘降所，一般也可认为是特雷戈诺-斯基菲耶克站（法語：Gare de Trégonneau - Squiffiec），是法国的一个铁路乘降所，位于法国阿摩尔滨海省市镇斯基菲耶克境内，靠近特雷戈诺并因此而得名。

## 简介
特雷戈诺-斯基菲耶克乘降所位于甘冈－潘波勒铁路线上，是一个小型的铁路乘降所，由法国国家铁路和汽车铁路综合集团共同运营。
特雷戈诺-斯基菲耶克乘降所是一个非必停靠的铁路车站。在该站上车的乘客需在站台明显位置等候，待列车靠近时向司机挥手示意；在该站下车的乘客需要在提前向司乘人员说明。

## 位置
特雷戈诺-斯基菲耶克乘降所位于斯基菲耶克市区的西部，甘冈－潘波勒铁路514,689公里处。车站大致呈南北走向，开口朝东。

## 站台设置
| 东↑ |      |                       |
|     | 侧式 |                       |
|     |      | ←潘波勒方向/甘冈方向→ |
| 西↓ |      |                       |

## 停靠线路
以下列车线路在特雷戈诺-斯基菲耶克乘降所停靠：
| 特雷戈诺-斯基菲耶克乘降所列车线路表 |      |        |                   |              |
| 线路                                | 车种 | 上一站 | 下一站            | 大致运行频率 |
| 甘冈—潘波勒                         | TER  | 古尔朗 | 布雷利迪-普卢埃克 | 每天6趟左右  |
| 1.                                  |      |        |                   |              |

## 配套交通
特雷戈诺-斯基菲耶克乘降所暂无固定的大巴车及城市公共交通线路。车站门口可能可以停靠社会车辆。

## 临近车站
| 特雷戈诺-斯基菲耶克乘降所（Halte de Trégonneau - Squiffiec） |                  |                                 |
| 上行车站                                                     | 线路             | 下行车站                        |
| 古尔朗乘降所 7.5km ←                                         | 甘冈－潘波勒铁路 | 布雷利迪-普卢埃克乘降所 → 5.4km |
| - 本表仅显示运营中的线路及车站                               |                  |                                 |